# نیکولای بلوف (کشتی‌گیر)
نیکولای بلوف (روسی: Николай Григорьевич Белов؛ ۲۳ نوامبر ۱۹۱۹ – ۱۴ اکتبر ۱۹۸۷) کشتی‌گیر اهل اتحاد جماهیر شوروی سوسیالیستی بود.